# Carlo Bocchineri
Carlo Bocchineri (Prato, 8 luglio 1569 – 1630) è stato un poeta italiano.

## Biografia
Il cognome Bocchineri deriva da quello più antico dei Gherardacci e più precisamente dal famoso Bartolommeo di Gherardaccio Boccanera, condottiero de' Fiorentini del 1390. Nominato cavaliere dal Re Carlo di Napoli, diede origine alla dinastia fiorentina dei Bocchineri nel 1571.
Carlo, nato a Prato da Geri Bocchineri e Gemma Bisfoli (o Bifolchi) l'8 luglio 1569, sposò nel 1601 signora Polissena di Girolamo Gatteschi, nobile pistoiese. Dal suo matrimonio nacquero 4 figli: Alessandra, Ascanio, Geri e Alessandro. Fu Alessandra, la figlia maggiore, che «sostenne la casa acciò non cadesse in vergognose bassezze, con il guadagno di ben ricamare, ché il ricamo andava assai in quei tempi, e poté così dare il pane a tutta la famiglia.» Geri divenne segretario di Ferdinando II de' Medici.
Nel 1605 risulta iscritto all'Accademia della Crusca. Nel 1613 fu mandatario per lo stato.
Alcune cronache del tempo lo vogliono come dedito ai convivi durante i quali si dilettava a recitare le proprie lodi ad illustri personaggi dell'epoca.
Divenne podestà di Bibbiena nel 1617.

## Opere
- Canzone sopra le reali e felicissime nozze delle regie maestà de' christianissimi di Francia, Firenze, Marescotti, 1600.
- Stanze sopra la partenza della cristianissima regina di Francia e di Navarra Maria de' Medici, Firenze, Marescotti, 1600.
- Varie composizioni nelle opere musicali di Antonio Brunelli.
- Canzone sopra la venuta della serenissima Maria Maddalena d'Austria in Toscana, Firenze, Sermartelli, 1608.
- Epitalamio nelle reali nozze de' serenissimi signori l'Infanta d. Caterina d'Austria e Carlo Emanuela Duca di Savoia, Firenze, Sermartelli, 1608.
- Orazione funerale nelle esequie di d. Ferdinando Medici, Siena, Bonetti, 1609.
- Il Palladio, Parigi, Huqheville, 1611.
- Canzone sopra il S. Cardinale Carlo Borromeo arcivescovo di Milano, Firenze, Sermartelli, 1613.
- Canzone in morte del Principe Francesco de' Medici, (in miscellanea), Firenze, Cosimo Giunti, 1615.
- Cosmo ovvero il mondo regio (poemetto manoscritto), 1616.